# The Social Network
The Social Network – amerykański dramat obyczajowy z 2010 roku o powstaniu serwisu społecznościowego Facebook w reżyserii Davida Finchera. Scenariusz powstał na podstawie książki Bena Mezricha Miliarderzy z przypadku (ang. The Accidental Billionaires). Światowa premiera miała miejsce 24 września 2010, premiera w Polsce odbyła się 15 października 2010.
Obraz został nagrodzony trzema Oscarami na 83. ceremonii rozdania nagród i Złotym Globem w kategorii „Najlepszy film dramatyczny”.
W 2024 roku The Social Network został dodany do Narodowego Rejestru Filmowego Stanów Zjednoczonych jako film „znaczący kulturowo, historycznie lub estetycznie”.

## Fabuła
W październiku 2003 Mark, po zerwaniu z dziewczyną, włamuje się do uniwersyteckiej sieci komputerowej. Tworzy stronę internetową, która jest bazą studentek Harvardu. Następnie umieszcza zdjęcia studentek – użytkownicy witryny wybierają (z dwóch zdjęć umieszczonych obok siebie), która dziewczyna jest atrakcyjniejsza. Strona nazwana Facemash stała się bardzo popularna i kontrowersyjna. Mark zostaje oskarżony o celowe złamanie zabezpieczeń, naruszenie prywatności i praw autorskich. Rodzi się początkowy zarys serwisu Facebook, następnie Mark tworzy stronę thefacebook.com, która staje się najpopularniejszym serwisem społecznościowym.

## Obsada[7]
- Jesse Eisenberg jako Mark Zuckerberg
- Andrew Garfield jako Eduardo Saverin
- Justin Timberlake jako Sean Parker
- Armie Hammer jako Cameron Winklevoss i Tyler Winklevoss
- Joseph Mazzello jako Dustin Moskovitz
- Brenda Song jako Christy Lee
- Rooney Mara jako Erica Albright
- Max Minghella jako Divya Narendra
- Dustin Fitzsimons jako Prezes klubu The Phoenix S-K
- Rashida Jones jako Marylin Delpy
- Patrick Mapel jako Chris Hughes
- Douglas Urbanski jako Larry Summers
- Wallace Langham jako Peter Thiel
- Dakota Johnson jako Amelia Ritter
- Josh Pence jako Tyler Winklevoss (dubler Armiego Hammera)
- Malese Jow jako Alice Cantwell
- Denise Grayson jako Gretchen
- Trevor Wright jako Josh Thompson
- John Getz jako Sy
- Shelby Young jako K.C.

## Produkcja
Zdjęcia kręcono na terenie Stanów Zjednoczonych i Wielkiej Brytanii w następujących lokacjach:
- Kalifornia (Los Angeles, Pasadena, Santa Monica, Beverly Hills, San Francisco);
- Maryland (Baltimore);
- Massachusetts (Boston, Somerville, Andover, Milton);
- hrabstwo Buckinghamshire (Dorney Lake)[8].